# Lünebach

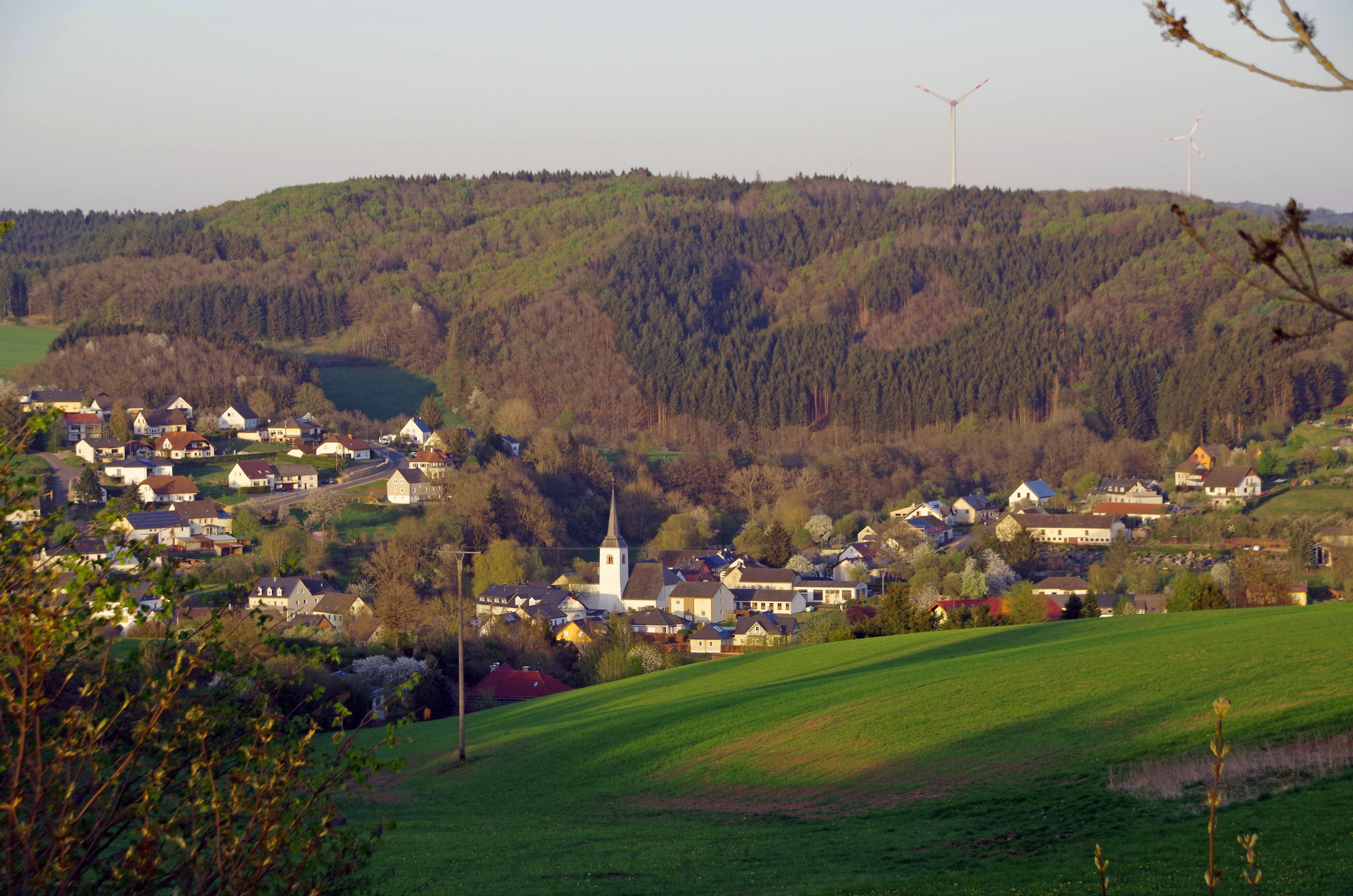
Lünebach

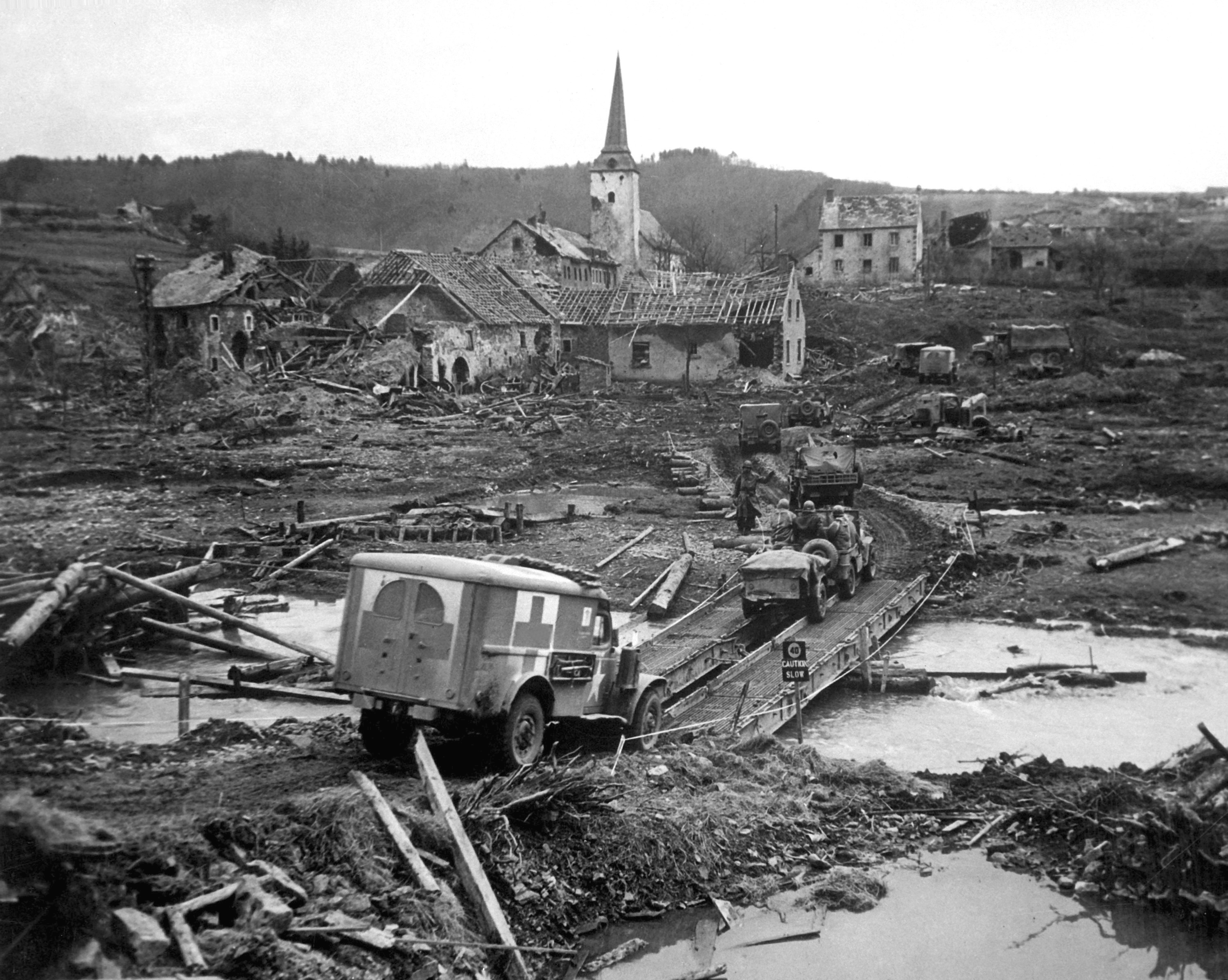
Kriegsbedingte Zerstörung in Lünebach (März 1945)

Lünebach ist eine Ortsgemeinde im Eifelkreis Bitburg-Prüm in Rheinland-Pfalz. Sie gehört der Verbandsgemeinde Arzfeld an.

## Geographie
Die Ortsgemeinde liegt im Norden der Südeifel im Prümtal und hat etwa 600 Einwohner. Zu Lünebach gehören auch die Wohnplätze Im Seifenberg und Reinigseifen sowie ein Teil des Weilers Dürsittert.

### Klima
Der Jahresniederschlag beträgt 835 mm.

## Geschichte
Das Gebiet um Lünebach war schon früh besiedelt, was durch den Fund von römischen Gräbern nachgewiesen werden konnte. Zum einen fand man nordwestlich des Ortes einen einzelnen Grabhügel unbekannter Zeitstellung und zum anderen ein größeres Brandgräberfeld nordöstlich von Lünebach. Dieses stammt aus dem 1. und 2. Jahrhundert n. Chr.
Urkundlich erstmals erwähnt wurde Lünebach im Jahre 1198 unter dem Namen „Loynbach“ (vermutlich von mittelniederdeutsch „Löne“ = „Ahorn“). Weitere Namen: „Lonenbach“ im Jahr 1352, „Luyngenbach“ in 1356, „Loebach“ im Jahr 1451.
Während des Zweiten Weltkrieges, insbesondere im Zuge der Ardennenoffensive, wurde Lünebach größtenteils zerstört.
Im April 2005 wurde der schiefe Kirchturm von Lünebach erneuert und durch einen geraden ersetzt.
Bevölkerungsentwicklung
Die Entwicklung der Einwohnerzahl von Lünebach, die Werte von 1871 bis 1987 beruhen auf Volkszählungen:
| Jahr | Einwohner |
| ---- | --------- |
| 1815 | 425       |
| 1835 | 502       |
| 1871 | 587       |
| 1905 | 745       |
| 1939 | 709       |
| 1950 | 625       |
| 1961 | 607       |

| Jahr | Einwohner |
| ---- | --------- |
| 1970 | 679       |
| 1987 | 628       |
| 1997 | 611       |
| 2005 | 568       |
| 2011 | 557       |
| 2017 | 568       |
| 2023 | 613       |

## Politik

### Bürgermeister
Albert Tautges wurde 2015 Ortsbürgermeister von Lünebach. Bei der Kommunalwahl am 26. Mai 2019 wurde er mit einem Stimmenanteil von 68,05 % für weitere fünf Jahre in seinem Amt bestätigt. Er wurde im Juni 2024 wiedergewählt.
Der Vorgänger von Tautges als Ortsbürgermeister war Peter Lauer.

### Wappen
| Wappen von Lünebach | Blasonierung: „Neunmal von Silber und Blau geteiltes Schild mit rotem Balkenkreuz, belegt mit silberner Krone mit goldenen Steinen“ |
| Wappen von Lünebach | Wappenbegründung: Lünebach gehörte ehemals zum Hof Pronsfeld der mit seinen 22 Ortschaften als Kondominium unter der gemeinsamen Landeshoheit des Kurfürstentums Trier und des Herzogtums Luxemburg stand. Daher sind im Wappen die luxemburgischen Farben (Silber und Blau) und das rote Kreuz von Kurtrier. Die Krone ist ein Attribut der Pfarrpatronin St. Gertrud. Am 13. Dezember 1965 wurde das Wappen durch das rheinland-pfälzische Ministerium des Inneren genehmigt. |

## Kultur und Sehenswürdigkeiten
Lünebach liegt am Prümtal-Radweg von Prüm bis Waxweiler. Nahe der Ortsgrenze liegt der Eifel-Zoo.
Neu angeschlossen wurde der Radweg in Richtung Arzfeld. Von Arzfeld bietet dann der Enztal-Radweg Anschluss in Richtung Neuerburg. Die Kirche St. Gertrud besitzt einen mittelalterlichen  Westturm.

## Wirtschaft und Infrastruktur
Die Ortsgemeinde war landwirtschaftlich geprägt. Heute gibt es noch einen Haupterwerbslandwirt in Lünebach. Mit dem Strukturwandel sind alle anderen Betriebe mittlerweile aufgegeben worden.
Größter Arbeitgeber ist heute die Prümtaler Mühlenbäckerei mit über 100 Beschäftigten in Produktion und Vertrieb.
In den letzten Jahren sind durch den Radwegeausbau zusätzlich Ferienwohnungen eingerichtet worden.